# Рачинський (Герб)
Рачинський — шляхетський герб, різновид герба Наленч, що отриманий у Пруссії.

## Опис герба
У червоному полі покладена в коло срібна пов'язка з опущеними кінцями, що пов'язані знизу.
Над щитом графська корона, над якою шолом з клейнодом: жіноча фігура з розпущеним золотим волоссям у срібному одязі, зі срібною пов'язкою на голові, тримається руками за оленячі роги.
Щитотримачі: два чорні прусські орли із золотим озброєнням, трилисниками на крилах і в золотих коронах.
Під гербом девіз: Vitam impendere vero (лат. життя пожертвувати для істини).

## Найбільш ранні згадки
Присвоєно титул графа Казимиру Рачинському в Пруссії 6 липня 1798 року. Казимир не залишив спадкоємця чоловічої статі, але його онук по материнській лінії, Едвард Рачинський, отримав підтвердження титулу в 1824 році Титул підтверджений 1904 року в Австрії і 1905 року в Німеччині.

## Роди
Граф Рачинський.

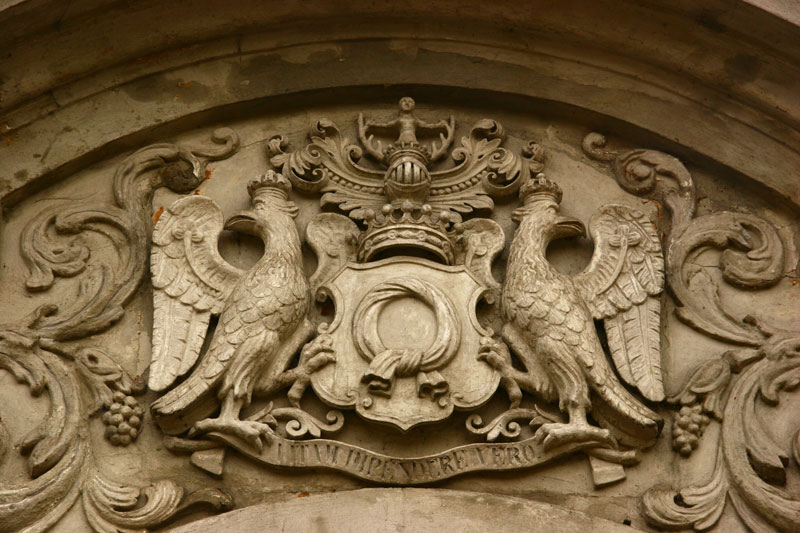
Герб графів Рачинских над входом у палац у Зеленій Гурі
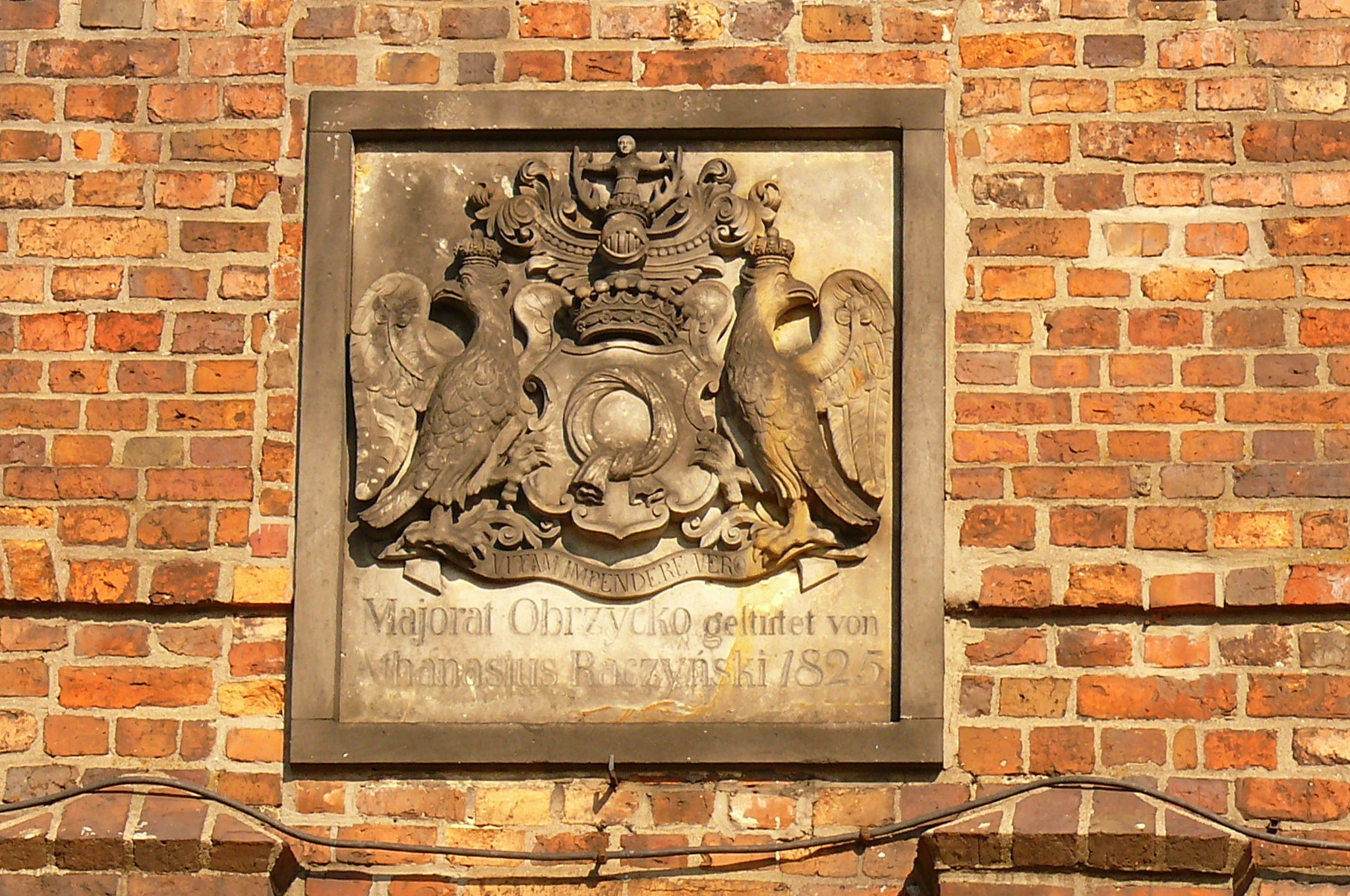
Герб на мерії в Обжицько